# Искра (Сампурский район)
Искра — упразднённый в 1986 году посёлок в Сампурском районе Тамбовской области России. Входил на год упразднения в состав Меднинского сельского совета. С 2013 года урочище на территории Сатинского сельсовета.

## География
Посёлок находился на юге центральной части региона, в лесостепной зоне, в пределах Окско-Донской низменной равнины, на левом берегу ручья Берёзовка, в 3 км к югу от села Медное.

### Климат
Климат умеренно континентальный, относительно сухой. Средняя температура воздуха самого холодного месяца (января) — −11,5 — −10,5 °C (абсолютный минимум — −39 °C); самого тёплого месяца (июля) — 19,5 — 20,5 °C (абсолютный максимум — 40 °С). Среднегодовое количество атмосферных осадков варьирует в пределах от 400 до 650 мм. Продолжительность залегания снежного покрова составляет в среднем 145 дней.

## История
Посёлок основан в 1923 году.
Исключен из учётных данных решением Исполкома областного Совета от 20 января 1986 года № 7.